# Chester L. Mize
Chester Louis Mize, född 25 december 1917 i Atchison i Kansas, död 11 januari 1994 i La Jolla i Kalifornien, var en amerikansk politiker (republikan). Han var ledamot av USA:s representanthus 1965–1971.
Mize efterträdde 1965 William Henry Avery som kongressledamot och efterträddes 1971 av William R. Roy.
Mize är begravd på Mt. Vernon Cemetery i Atchison i Kansas.